# Восьмая миля
«8 миля» (англ. 8 Mile) — американская драма 2002 года режиссёра Кёртиса Хэнсона по сценарию Скотта Сильвера. Эминем дебютировал в главной роли. В фильме также снялись Мекай Файфер, Бриттани Мерфи, Майкл Шеннон, Ким Бейсингер и Энтони Маки. Фильм содержит автобиографические элементы из жизни Эминема и рассказывает о рэпере из Детройта Джимми Смите-младшем, также известном как B-Rabbit (Эминем), и его попытке начать карьеру в музыкальном жанре хип-хоп, в котором доминируют афроамериканцы. Название фильма происходит от 8-мильной дороги, разделяющей бедные чёрные районы Детройта и богатые белые северные пригороды, где изначально жил Эминем. В широкий прокат картина вышла 8 ноября 2002 года.
«8 миля» имела успех у критиков и в коммерческом плане. Фильм попал на первое место в США по сборам, собрав 51,3 млн. долларов за первые выходные и в конечном итоге собрав 242,9 млн. долларов по всему миру. Сопутствующий фильму саундтрек (выпущенный тогдашней дочерней компанией Universal, Universal Music, через Interscope и Shady/Aftermath) также имел коммерческий успех, будучи сертифицированным Американской ассоциацией звукозаписывающих компаний (RIAA) как четырежды платиновый. Фильм получил множество номинаций и наград, включая премию «Оскар» за лучшую оригинальную песню «Lose Yourself» для Эминема, Джеффа Басса и Луиса Ресто на 75-й церемонии вручения премии «Оскар». «8 миля» был назван одним из лучших фильмов 2002 года несколькими изданиями.

## Сюжет
Джимми Смит по прозвищу «Кролик» — белый парень, который живёт на окраине Детройта и работает на местном заводе, недавно ушёл от своей беременной девушки Джанин, испугавшись ответственности. Имея талант к рэпу, пытается участвовать в рэп-баттлах среди афроамериканцев. А в этой жизни многое решает один переломный момент, когда человек, что-то осознав и поняв для себя, переходит от слов к делу, каких бы усилий это ему ни стоило. Меж тем Кролик знакомится с девушкой, которая заходила на завод, чтобы найти своего брата. Они сближаются. Вскоре она изменяет ему с другом. Джимми, найдя их вместе, избивает своего уже бывшего друга. После, чтобы отомстить за своего «кореша», банда избивает Джимми. Но не став это терпеть, он бросает им вызов в рэп-баттле и в конце концов побеждает, получает предложение вести шоу наравне с другом, но уходит, сказав, что ему определен иной путь.

## В ролях
| Актёр              | Роль                         |
| ------------------ | ---------------------------- |
| Эминем             | Джимми «Кролик» Смит-младший |
| Ким Бейсингер      | Стэфани Смит                 |
| Бриттани Мерфи     | Алекс Лэторно                |
| Мекай Файфер       | Дэвид «Фьючер» Портер        |
| Ивен Джонс         | Чеддер Боб                   |
| Омар Бенсон Миллер | Сол Джордж                   |
| Де`Анджело Уилсон  | DJ lz                        |
| Майкл Шеннон       | Грег Бюэль                   |
| Энтони Маки        | Папа Док (Кларенс)           |
| Xzibit             | Майк                         |
| Юджин Бёрд         | Уинк                         |
| Тэрин Мэннинг      | Джанин                       |
| Хлоя Гринфилд      | Лили Смит                    |
| Jake L             | крутой рэпер                 |

## История создания
Продюсер Брайан Грейзер писал о мотивах создания фильма:
Я давно был знаком с несколькими иконами хип-хопа — Slick Rick, Ol’ Dirty Bastard, RZA, Chuck D — и к началу 1990-х прекрасно понимал, что хип-хоп занимает центральное место в жизни американской молодёжи.
На место режиссёра проекта рассматривались Дэнни Бойл и Квентин Тарантино. Сет Роген и Джейсон Сигел рассматривались на роль Чеддера Боба.

## Награды и премии

### Победитель
- «Оскар» 2003 г.
  - Лучшая песня — «Lose Yourself»
- MTV Movie Awards 2003 г.
  - Мужской прорыв года — Эминем
  - Лучшая мужская роль — Эминем

### Номинант
- Золотой глобус 2003 г.
  - Лучшая песня — «Lose Yourself»
- MTV Movie Awards 2003 г.
  - Лучший фильм